# 川﨑正彦
川﨑 正彦（かわさき まさひこ、1954年または1955年 - ）は、日本の建設・国土交通技官。四国地方整備局長、日本ダム協会専務理事を歴任。瑞宝中綬章受章。

## 経歴
高知県出身。1980年 (昭和55年) 京都大学大学院工学研究科修了。同年 建設省入省、2002年 (平成14年) 九州地方整備局河川部長、2005年 水資源機構経営企画部長、2008年 環境省水・大気環境局水環境課長、2009年7月 影山洋一、森田悦三の後任として黒羽亮輔とともに内閣府沖縄総合事務局次長、2011年7月 足立敏之の後任として四国地方整備局長。2013年8月 三浦真紀を後任として退官。2014年 一般財団法人日本ダム協会専務理事。他、一般財団法人ダム技術センター理事長、一般社団法人日本プロジェクト産業協議会水循環委員会委員。

## 栄典
- 2025年4月 春の叙勲で国土交通行政事務功労により瑞宝中綬章を受章[1]